# Globo d'oro
De Globo d'oro (Italiaanse Golden Globe) is een Italiaanse filmprijs die sinds 1960 jaarlijks wordt uitgereikt door de Associazione stampa estera in Italia (vereniging van buitenlandse persjournalisten in Italië). De prijs wordt, samen met de Premi David di Donatello en Nastro d'Argento aanzien, als een van de drie belangrijkste nationale filmprijzen.

## Geschiedenis
In 1959 wilde de vereniging van buitenlandse persjournalisten in Italië onder impuls van de filmcritici John Francis Lane, Melton Davis en Klaus Rhule hulde brengen aan de Italiaanse cinema. Zo werd besloten een prijs uit te reiken analoog aan de Amerikaanse Golden Globes. In 1960 vond de eerste prijsuitreiking plaats en werd Un maledetto imbroglio van Pietro Germi bekroond als beste film. Door de jaren heen werden de prijzencategorieën uitgebreid.

## Categorieën
- Golden Globe voor beste film
- Golden Globe voor beste debuutfilm
- Golden Globe voor beste regisseur
- Golden Globe voor beste mannelijke hoofdrol
- Golden Globe voor beste vrouwelijke hoofdrol
- Golden Globe voor beste beloftevolle acteur
- Golden Globe voor beste beloftevolle actrice
- Golden Globe voor beste scenario
- Golden Globe voor beste cinematografie
- Golden Globe voor beste muziek
- Golden Globe voor beste komedie
- Golden Globe voor beste korte film
- Golden Globe voor beste documentaire
- Golden Globe voor de volledige carrière
- Europese Golden Globe
- Gran Premio della stampa estera (sinds 2001)